# Bitka pri Austerlitzu
Bitka pri Austerlitzu (tudi bitka treh cesarjev ali bitka pri Slavkovu) je bila  ena najslavnejših Napoleonovih bitk, ki je potekala 2. decembra 1805; bila je vrh in konec kampanje leta 1805.

## Vojna tretje koalicije
Vojna tretje koalicije se je začela s prodorom avstrijske armade generala Macka na Bavarsko, do Ulma. Napoleon je odgovoril z znamenitim prodorom mimo njenega desnega boka in v njen hrbet ter se je tako postavil med Mackovo armado in prihajajočo rusko armado pod Kutuzovom. Po petih dneh se je bil obkoljeni Mack 20. oktobra 1805 prisiljen predati, saj ni bilo več možnosti za preboj iz obroča. Medtem je Napoleon za Rusi prodiral ob Donavi in 12. novembra dosegel Dunaj. Naslednji dan so Francozi brez boja zasedli nepoškodovan most čez Donavo, kar jim je omogočilo napredovanje proti severu, kjer se je Kutuzov združil s preostankom ruske vojske in 15.000 Avstrijci. Zavezniki, ki jim je poveljeval car Aleksander I., so na Moravskem zbrali več kot 85.000 mož.

## Bitka
Napoleon, ki je imel v glavnini le še okrog 70.000 mož, z juga pa mu je grozila še 85.000 članska armada avstrijskega nadvojvode Karla, se je odločil, da bo zaveznike zvabil v navidez ugoden položaj in izsilil odločilno bitko.
Za bitko je izbral gričevnato pokrajino ob cesti Dunaj-Brno, približno 20 km vzhodno od Brna, blizu vasi Slavkov (nem. Austerlitz). Da bi prepričal zaveznike o svoji šibkosti, se je iz sprednjih položajev umaknil v navideznem neredu, 27. novembra pa predlagal pogajanja o premirju.
Svojo vojsko, ki sta ji poveljevala Lannes na levem krilu, Soult v sredini in na namenoma šibkem desnem krilu, je postavil tako, da je izpraznil pomembno višavje pri Pratznu in tako zaveznikom ponudil priložnost za napad na svoje desno krilo.
Car Aleksander je priložnost zgrabil, čeprav je Kutuzov nasprotoval. Medtem je Napoleon že vlekel odločilne poteze: Soulta je premaknil povsem na sredo, na desno pa je prišel Davoutov 3. korpus, ki je prikorakal z Dunaja. Naslednji dan so Francozi zadržali zaveznike na levem krilu, in po začetnih uspehih Rusov okrog Pratzna izvedli protinapad ter še pred poldnevom zasedli višavje od koder so nadaljevali z napadom na nasprotnikov center, ga prebili in udarili v hrbet razdeljeni zavezniški vojski.
- Položaj na bojišču 1. decembra ob 18h
- Položaj na bojišču 2. decembra ob 9h
- Položaj na bojišču 2. decembra ob 14h

## Posledice Napoleonove zmage
Bitka in vojna sta bili s tem odločeni, Napoleon je izbojeval svojo najslavnejšo zmago. Rusi so umaknili na sever, na Poljsko, in nadaljevali z vojno, ko se jim je pridružila še Prusija, se je začela vojna četrte koalicije. Avstrijci so zaprosili za premirje in nato v bratislavskem miru (26. december 1805) Francozom prepustili Benečijo, Dalmacijo in nekdanjo beneško Istro, ki jih je dobilo Italijansko kraljestvo, ter Predarlsko in Tirolsko, ki ju je dobila Bavarska.

## Zanimivosti
- Bitka se imenuje tudi bitka treh cesarjev, čeprav avstrijski cesar Franc I. v njej ni sodeloval.

- Po bitki se imenuje ena izmed železniških postaj v Parizu.